# Bagienice (powiat grajewski)
Bagienice – wieś w Polsce położona w województwie podlaskim, w powiecie grajewskim, w gminie Wąsosz.
W latach 1975–1998 miejscowość należała administracyjnie do województwa łomżyńskiego.
Wierni kościoła rzymskokatolickiego należą do parafii Przemienienia Pańskiego w Wąsoszu.